# Crkva Santa Maria della Pietà
Crkva Santa Maria della Pietà in Campo Santo dei Teutonici e dei Fiamminghi (hrv. Svete Marije Milosne na svetom terenu Teutonaca i Flamanaca) je katolička crkva u Vatikanu. Nalazi se uz Teutonsko groblje, svega nekoliko metara od Bazilike Svetoga Petra. Crkva je, kao i groblje, u vlasništvu Svete Stolice. 

## Povijest

#### Prostor u vrijeme Rimskog Carstva
Tijekom razdoblja Rimskoga carstva na mjestu današnje crkve bio je Neronov cirkus, koji je osim tog mjesta obuhvaćao i prostor gdje se sada nalaze južni dio bazilike i trga Sv. Petra, te Teutonsko groblje. Mjesto je to mučeništva brojnih kršćana, između ostalih i Sv. Petra. Zbog toga se trg između Bazilike Svetoga Petra i Teutonskog groblja i danas naziva Trg rimskih prvomučenika (tal. Piazza dei Protomartiri romani).

#### Karlo Veliki - osnivanje hospicija
Na tom mjestu u razdoblju od 797. do 799. godine car Karlo Veliki, uz odobrenje pape Leona III, osniva gostinjac, hospicij i groblje za potrebe kršćanskih hodočasnika, muškaraca i žena koji su dolazili obići grobove apostolskih prvaka. Uz te institucije nastaje i Schola francorum. Ime Karla Velikog kao osnivača i danas se nalazi na ulazu u ovu instituciju.
Nije utvrđeno kada je napravljena prva crkva na tom mjestu, ali se u buli pape Inocenta VI iz 1360. spominje da je crkva u vrlo teškom stanju, te da zahtjeva obnovu. Razdoblje je to u kojem su pape bili u Avignonu, tako da su spomenute teutonsko-flamanske intitucije uz baziliku Svetoga Petra bile u nemaloj krizi.

#### 15. stoljeće - osnivanje bratstva i gradnja crkve u današnjem obliku
Crkva Santa Maria della Pietà u današnjem obliku izgrađena je pred kraj 15. stoljeća, a vanjski radovi su dovršeni do velikog jubileja 1500. godine, kada je crkva i posvećena. Bile su to godine entuzijazma, a crkva je izgrađena u tipičnom renesansnom stilu kakvim su u to vrijeme građane crkve u Njemačkoj. Arhitekt je bio Giovanni Dolci, koji je između ostaloga sudjelovao i u gradnji Sikstinske kapele.
Gradnji crkve prethodilo je osnivanje teutonsko-flamanskog dobrotvornog bratstva 8. prosinca 1454. godine koje se brinulo za smještaj siromašnih hodočasnika, njegu bolesnika ili eventualni sprovod ako bi netko preminuo tijekom hodočašća. Prvi članovi bratstva Petrus Licht, Bartholomäus Dinstman i Johannes Lichtenfelser s još devetoricom govornika njemačkog jezika ujedno su bili i inicijatori izgradnje nove crkve. U svojem memorandumu pred početak gradnje zapisali su da je na tome mjestu Friedrich Frid iz Magdeburga vlastitim sredstvima prethodno za hodočasnice sagradio malenu kuću, gostinjac i žensku bolnicu, te da se tu nalazila i crkvica Svetoga Spasitelja. Dijelovi te stare crkve inkorponirani su u novu, te su i danas vidljivi.
Odlukom pape Grgura XIII. 1579. bratstvo postaje Nadbratstvo Svete Marije Milosne (tal. Arciconfraternità di Santa Maria della Pietà), te ujedno i pravni vlasnik novoizgrađene crkve koja od tada nosi isto ime kao i teutonsko-flamansko nadbratstvo. Nadbratstvo postoji i danas i ima ukupno oko 110 članova (2015. godine).

## Kapela Švicarske garde
Unutarnje ukrašavanje crkve baroknim kipovima i freskama dovršava se u 16. i 17. stoljeću kada do izražaja dolaze uglavnom učenici velikih umjetnika koji su u to vrijeme radili na uređenju novoizgrađene bazilike u Vatikanu.
Približna kvadratna crkve je 23,5 m x 21,6 m.
Istočno od glavnoga oltara sagrađena je kapela Švicarske garde u kojoj su grobovi pripadnika garde koji su, braneći papu, poginuli 1527. godine. Svoj prilog za uređenje te kapele dala je i Švicarska garda, a bogoslužja u njoj danas imaju jedino za posebna slavlja u godini.

## Restauracije kroz povijest
U povijesti je bilo nekoliko restauracija crkve. 1959. godine Theodor Heuss, prvi predsjednik Savezne Republike Njemačke, naručio je od kipara Elmara Hillebranda i financirao izradu zapadnog portala crkve Svete Marije Milosne. Posljednja kompletna restauracija bila je od 1971. do 1975. godine, a u tijeku je priprema za ponovnu restauraciju.

## Osnivanje svećeničkog zavoda
1876., papa Pio IX uz crkvu je, na temelju postojanja nekadašnje Scholae francorum, osnovao svećenički zavod za govornike njemačkog jezika koji se žele specijalizirati u arheološkim istraživanjima i povijesti Crkve.
Danas je crkva poznata kao zavodska crkva, te je i dalje važno mjesto okupljanja njemačke zajednice u Rimu.
1888. godine u istoj zgradi osnovan je i Rimski institut društva Görres - RIGG, koji djeluje i danas.
Zavod je danas otvoren za svećenike i laike govornike njemačkog jezika koji studiraju na Papinskim sveučilištima i rade u različitim Vatikanskim uredima. Neki od poznatijih stanovnika zavoda bili su: Iurii Krizhanich, Joseph Aloisius Ratzinger, Hubert Jedin, Paul Josef Cordez, Diarmuid Martin, Karl-Heinz Wiesemann, Georg Gänswein i dr.
2010. godine papa Benedikt XVI proglasio je taj svećenički zavod papinskim (tal. Pontificio collegio Teutonico di Santa Maria in Camposanto).

## Aula i knjižnicaBenedikt XVI.
2015. godine u zavodu su otvoreni aula i knjižnica Benedikt XVI. Na svečanoj inauguraciji aule sudjelovao je i papa emeritus, dok je knjižnicu posjetio nakon njenog otvaranja. Osim kapele u njegovu domu Mater Ecclesiae, crkva Santa Maria della Pietà in Campo Santo je jedina crkva gdje umirovljeni papa predvodi Euharistijsko slavlje.

## Galerija fotografija
- Pogled s kupole bazilike Sv. Petra na crkvu Santa Maria della Pietà in Campo Santo
- Unutrašnjost crkve
- Strop kapele Švicarske garde
- Jedan od kipova u crkvi